# تشارلز أولدهام
تشارلز أولدهام هو نقابي وسياسي أسترالي، (ولد في بارو إن فورنيس في المملكة المتحدة 1863  م). انتخب عضو الجمعية التشريعية لأستراليا الغربية ‏.